# Кайзерталер
Кайзерта́лер (нім. Keisertaler) — австрійський конвенційний талер, введений в обіг 1753 р. Згідно з Баварсько-австрійською монетною конвенцією по 20-ґульденовій монетній стопі:
1 талер = 120 крейцерам.
| Прапор Австрії | Це незавершена стаття про Австрію. Ви можете допомогти проєкту, виправивши або дописавши її. |